# San Jacinto Amilpas
San Jacinto Amilpas là một đô thị thuộc bang Oaxaca, México. Năm 2005, dân số của đô thị này là 10100 người.